# Vitali Dirdira
Vitali Dirdira, född 4 november 1938, död 6 december 2024, var en ukrainsk kappseglare som tävlade för Sovjetunionen under sin aktiva karriär.
Han tog OS-guld i tempest i samband med de olympiska seglingstävlingarna 1972 i München.